# Michał Witkowski
Michał Witkowski (sinh ngày 17 tháng 1 năm 1975 tại Wrocław) là một tiểu thuyết gia người Ba Lan.
Tác phẩm "chính thức" đầu tiên của Michał Witkowski là tuyển tập truyện ngắn Copyright, được xuất bản năm 2001. Tuy nhiên, trước đó anh từng cho ra mắt cuốn Zgorszeni wstają od stołów vào năm 1997 với tên Michał S. Witkowski, trong đó S. là viết tắt của Sebastian.
Ngày 17 tháng 12 năm 2004, tiểu thuyết Lubiewo được xuất bản — cuốn sách cực kỳ bán chạy với doanh số ước tính khoảng 15.000 quyển. Tiểu thuyết này đã được dịch sang tiếng Đức, tiếng Anh (Lovetown), tiếng Tây Ban Nha, Hà Lan, Phần Lan (2007), Pháp, Nga, Séc, Litva, Ucraina, Srilanka (2010) và Hungary (2010). Tuyển tập truyện tiếp theo của Michał Witkowski là Fototapeta (Photo-wallpaper), được W.A.B xuất bản năm 2006. Gần đây nhất, anh cho ra mắt hai "tiểu thuyết tội phạm đồng giới" là Drwal (The Woodcutter, 2011) và Zbrodniarz i dziewczyna (The Criminal and the Girl, 2014). Trong hai truyện này, một nhà văn đồng tính có tên Michał Witkowski đóng vai trò vừa là thám tử vừa là người kể chuyện ở ngôi thứ nhất.
Michał Witkowski đã được đề cử ba lần cho Giải thưởng Nike, giải thưởng văn học nổi tiếng nhất của Ba Lan: năm 2006 với tác phẩm Lubiewo (danh sách rút gọn), năm 2007 với Barbara Radziwiłłówna z Jaworzna-Szczakowej (danh sách dài) và năm 2012 với Drwal (danh sách dài). Lubiewo mang lại cho Michał Witkowski Giải thưởng văn học Gdynia vào năm 2006, và Barbara Radziwiłłówna z Jaworzna-Szczakowej giúp anh được nhận Giải thưởng Paszport Polityki vào năm 2007. Năm 2011, Lovetown - sách dịch tiếng Anh của Lubiewo - được đưa vào danh sách đề cử dài ở hạng mục Tiểu thuyết nước ngoài hay nhất của báo The Independent.
Michał Witkowski là cộng tác viên thường xuyên của Ha!art, một tạp chí văn hóa của Ba Lan. Từ tháng 7 năm 2014, anh trở thành cộng tác viên của tuần báo Wprost. Trước đó, Michał Witkowski từng làm việc sáu năm cho tuần báo Polityka. Anh cũng là tác giả của một blog về thời trang tên là Fashion Pathology.
Michał Witkowski tự nhận mình là một người đồng tính. Anh phản bác việc xem mác "gay" là một bản sắc cá nhân khi đề cập đến một tiểu văn hóa trong cộng đồng đồng giới, những người thường được văn hóa đại chúng thể hiện.

## Tác phẩm tiêu biểu
- Copyright (2001).  Wydawnictwo Zielona Sowa, ISBN 83-7220-247-8
- Lubiewo (2005). Korporacja ha!art, ISBN 83-89911-04-3
- Fototapeta (2006). Wydawnictwo W.A.B., ISBN 83-7414-159-X
- Barbara Radziwiłłówna z Jaworzna-Szczakowej (2007). Wydawnictwo "W.A.B.", ISBN 978-83-7414-372-1
- Margot (2009). Wydawnictwo "Świat Książki", ISBN 978-83-247-1745-3
- Drwal (2011). Wydawnictwo "Świat Książki", ISBN 978-83-7799-483-2
- Lubiewo bez cenzury (Lubiewo uncensored) (2012).  Wydawnictwo "Świat Książki", ISBN 978-83-7799-860-1
- Zbrodniarz i dziewczyna (2014). Wydawnictwo "Świat Książki", ISBN 978-83-7943-284-4
- Fynf und cfancyś (2015). Wydawnictwo "Znak", ISBN 978-83-240-2742-2